# Juan Ángel Agüero de la Guarda
Juan Ángel Agüero de la Guarda (Valdivia, 1786-Valdivia, 1829) se destacó por su patriotismo, fue diputado y presidente de la Asamblea Provincial de Valdivia.

## Biografía
Hijo del valdiviano Gervasio Agüero de la Sal y de María Encarnación de la Guarda y Valentín, nació en 1786, preso en el castillo de Corral por patriota en 1812. Alcalde de Valdivia en 1814. Cuando Lord Cochrane toma Valdivia, el 4 de febrero de 1820, organiza y financia una guerrilla en persecución del ejército realista en su retirada a la isla de Chiloé, apresando entre otros a los oficiales Domingo de la Peña y Manuel Gutiérrez.
Fue guía del coronel Jorge Baeuchef en su actividad castrense en el sur, actuando en la batalla de El Toro, realizada el 6 de marzo de 1820, donde triunfaron las fuerzas patriotas. Beauchef en sus memorias escribió: “El señor don Ángel Agüero, buen patriota, se ofreció para acompañarme y servirme de guía”. 
Alcalde provincial de Valdivia el 9 de junio de 1820. Diputado en la Asamblea Provincial de Valdivia de 1826, ocupando la presidencia de la Asamblea desde el 4 de junio al 27 de agosto de 1827.
Con doña Rosa Buenrrostro y Albarrán tuvo una hija llamada Cirila que fue bautizada el 5 de febrero de 1807. Falleció abintestato el 5 de julio de 1829.